# Mansa Musa
Musa I (c. 1280-c. 1337), llamado igualmente Musa I de Malí y conocido comúnmente como Mansa Musa, fue el décimo mansa, traducido como "rey de reyes" o "emperador", del Imperio de Malí. En la época del ascenso de Mansa Musa al trono, el Imperio de Malí ocupaba el territorio previamente gobernado por el Imperio de Ghana, así como el Mande (Malí) y sus áreas inmediatamente próximas. Musa tuvo multitud de títulos, entre ellos los de emir del Manding, señor de las Minas de Wangara y conquistador de Ghanata, Futa-Jallon, y al menos una docena de otros estados. Fue el gobernante más rico de su tiempo, y es la persona más rica de todos los tiempos si se ajusta su patrimonio a través de la inflación.

## Denominación
Musa fue conocido como Mansa Musa, y es generalmente citado con este nombre en los manuscritos occidentales y en la literatura. Su nombre también aparece como Kankou Musa, Kankan Musa o Kanku Musa, que significa "Musa, hijo de Kankou", siendo Kankou el nombre de su madre. Otras alternativas son Mali-koy Kankan Musa, Gonga Musa, y el León de Malí.

## Linaje y ascensión al trono

El Imperio de Malí hacia 1350.